# جواو بيدرو بينتو مارتينز
جواو بيدرو بينتو مارتينز (بالبرتغالية: João Pedro Pinto Martins‏) (20 يونيو 1982 بلشبونة في البرتغال - ) هو لاعب كرة قدم برتغالي في مركز الهجوم. شارك مع منتخب أنغولا لكرة القدم. أما مع النوادي، فقد لعب مع ألفيركا وسيبير نوفوسيبيريسك ونادي بريميرو دي أغوستو ونادي ريكرياتيفو ديسبورتيفو دو ليبولو ونادي فنتسبيلس وجي. دي. توريزينسي ‏ وF.C. Bravos do Maquis ‏ ونادي تشافيس وS.C. Lourinhanense ‏.

## وصلات خارجية
- جواو بيدرو بينتو مارتينز على موقع قاعدة بيانات كرة القدم.إي يو (الإنجليزية)
- جواو بيدرو بينتو مارتينز على موقع ناشيونال فوتبول تيمز (الإنجليزية)
- جواو بيدرو بينتو مارتينز على موقع Soccerway.com (الإنجليزية)